# Unfallkasse
Die deutschen Unfallkassen sind die Unfallversicherungsträger für die Angestellten des öffentlichen Dienstes und der aus diesem hervorgegangenen Unternehmen (z. B. Deutsche Bahn oder Deutsche Post) sowie deren Tochterunternehmen, getrennt nach Bund, Ländern und Gemeinden.
Die Versicherten sind die Angestellten und Arbeiter des Bundes, der Länder und Gemeinden. Weiter sind Schüler und Studenten und weitere Personen, die in öffentlichem Interesse tätig werden (z. B. Ersthelfer, eine genaue Aufstellung findet man im Artikel Gesetzliche Unfallversicherung in Deutschland) und teilweise auch Angehörige von Freiwilligen Feuerwehren versichert. Gesetzesgrundlage bildet hier das Siebte Buch Sozialgesetzbuch. Für Unternehmen der gewerblichen Wirtschaft sind dagegen die gewerblichen Berufsgenossenschaften zuständig.
Es gibt eine Unfallkasse mit bundesweiter Zuständigkeit (Unfallversicherung Bund und Bahn, zum 1. Januar 2015 hervorgegangen aus der Unfallkasse des Bundes und der Eisenbahn-Unfallkasse) und solche mit Zuständigkeiten für einzelne Bundesländer. Dabei gibt es in jedem Bundesland mindestens eine Unfallkasse. In den meisten Bundesländern sind die Unfallkassen sowohl für Versicherte im Gemeinde- als auch im Landesdienst zuständig, in anderen Bundesländern gibt es dafür getrennte Kassen. Angehörige der Freiwilligen Feuerwehren sind in den Bundesländern, die aus dem Freistaat Preußen hervorgegangen sind, in den Feuerwehr-Unfallkassen versichert, in Süddeutschland dagegen in den allgemeinen Unfallkassen.
Zum 1. Juni 2007 schlossen sich der Bundesverband der Unfallkassen (BUK) in München und der Hauptverband der gewerblichen Berufsgenossenschaften (HVBG) in Sankt Augustin zum Verein Deutsche Gesetzliche Unfallversicherung (DGUV, Berlin) zusammen. Der Hauptsitz ist jetzt in Berlin.